# Jean-François-Xavier Croissant
Pour les articles homonymes, voir Croissant.
Jean-François-Xavier Croissant est un homme politique français né le 3 décembre 1775 à Remiremont (Vosges) et décédé le 18 décembre 1855 à Paris.

## Biographie
Avocat à Toul, il est maire de la ville, conseiller général et député de la Meurthe de 1834 à 1848, siégeant dans la majorité soutenant la monarchie de Juillet.

## Sources
- « Dictionnaire des parlementaires français de 1789 à 1889 (Adolphe Robert, Edgar Bourloton et Gaston Cougny) », sur gallica BNF (consulté le 14 décembre 2013)